# دانيال جيمس وولف
دانيال جيمس وولف (بالإنجليزية: Daniel James Wolf)‏ هو ملحن أمريكي، ولد في 13 سبتمبر 1961.

## وصلات خارجية
- دانيال جيمس وولف على موقع ميوزك برينز (الإنجليزية)